# Oualid Saadouni
Oualid Saadouni, né le 12 mars 1988 à Bréda (Pays-Bas), est un joueur international néerlandais de futsal.

## Biographie
Oualid Saadouni naît à Bréda aux Pays-Bas dans une famille d'origine marocaine. Il débute tôt le futsal avant d'être repéré par un fonctionnaire de la KNVB. Il fait ses débuts professionnels à l'âge de seize ans. En 2006, il poursuit sa carrière footballistique en Belgique à Malines.
Le 15 février 2011, il commence officiellement sa carrière internationale avec les Pays-Bas futsal dans un match face à la Slovénie.
En octobre 2018, Oualid Saadouni et son cousin Mouhcine Zerouali figurent sur la même liste des convoqués avec l'équipe nationale des Pays-Bas.